# Kemper (Carolina del Sur)
Kemper es un área no incorporada ubicada del condado de Dillon en el estado estadounidense de Carolina del Sur..